# Ein Goldmensch

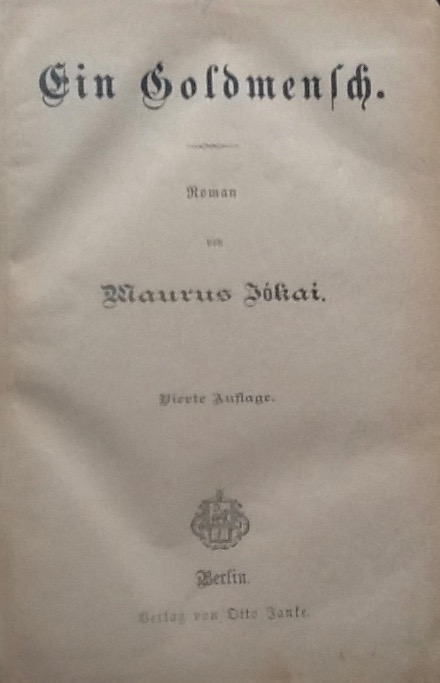
Titelseite der Erstausgabe in der vierten Auflage des Romans im Verlag Otto Janke, Berlin (~1882)

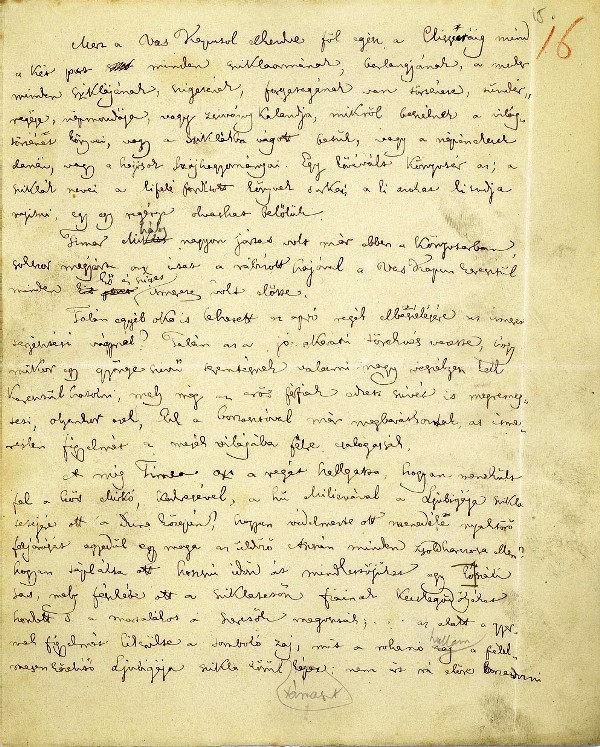
Eine Seite des Autographs des Schriftstellers

Ein Goldmensch (ung. Originaltitel Az arany ember) ist ein Roman des ungarischen Schriftstellers Maurus Jókai. Es handelt sich hier um einen Gesellschaftsroman, der um die Mitte des 19. Jahrhunderts spielt. Die erste ungarische Ausgabe erschien im Jahre 1872, die erste deutsche Übersetzung in Buchform ein Jahr später, im Jahr 1873.

## Inhalt

### Gliederung
Der Roman setzt sich aus fünf ‚Büchern‘ zusammen, die in einzelne Unterkapitel gegliedert sind.
Erstes Buch Die heilige Barbara
Zweites Buch Timea
Drittes Buch Die herrenlose Insel
Viertes Buch Noëmi
Fünftes Buch Athalie

### Hauptfiguren des Romans
Michael Timár, Edler von Levetinczy, ‚Schiffskommissär‘ auf der Heiligen Barbara, danach Finanzmogul
Timea, Ehefrau von Michael Timár
Emmerich Kaczuka, österreichischer Offizier und Verlobter von Athalia Brazovics
Noëmi, Bewohnerin der ‚Herrenlosen Insel‘ in der Donau
Therese, Einsiedlerin auf der ‚Herrenlosen Insel‘ und Mutter von Noëmi
Athanás Brazovics, Großkaufmann in Komorn
Sophie, Ehefrau von Athanás Brazovics und Mutter von Athalia
Athalia, Tochter von Athanás Brazovics
Johann Fabula, Steuermann auf der ‚Heiligen Barbara‘ und Vertrauter von Michael Timár
Todor Krisztyán, Spion, Abenteurer und Betrüger

### Handlung
Der reiche Ali Tschorbadschi, Gefolgsmann des türkischen Sultans, flüchtet aus dem Osmanischen Reich in das Königreich Ungarn, weil der Sultan seine Tochter Timea in seinen Harem eingliedern will. Unter dem falschen Namen eines griechischen Kaufmanns – Euthym Trikaliß – mietet er in Galatz ein Schiff namens ‚Santa Barbara‘, das er mit Weizen belädt und auf welchem er zusammen mit seiner Tochter Timea nach Ungarn fliehen möchte. Michael Timár, der als "Schiffskommissär" (= Kapitän) im Auftrage des reichen Geschäftsmanns Athanás Brazovics auf dem Schiff arbeitet, nimmt die beiden auf und verhilft ihnen so zur Flucht nach Ungarn. Da Ali Tschorbadschi von dem Spion Todor Krisztyán entdeckt wurde und einen Verrat an die Türken fürchtet, begeht er auf dem Schiff Selbstmord. Seine Leiche wird seinem Wunsch gemäß in der Donau versenkt. Unweit von Komorn läuft das Schiff auf eine Sandbank und sinkt. Aus dem Wrack des Schiffes hebt Timár heimlich den Schatz Ali Tscherbaschis, der sich in einem Weizensack, der mit einem ‚Roten Halbmond‘ gekennzeichnet war, befand. Dieser Schatz machte Timár zu einem erfolgreichen Geschäftsmann und verhalf ihm zu unermesslichem Reichtum.
Die verwaiste Timea bringt Michael Timár gemäß Wunsch ihres Vaters bei dessen Freund Athanás Brazovics unter. Das unerfahrene und naive ‚Türkenmädchen‘ – das kein Ungarisch spricht und von europäischer Kultur keine Ahnung hat – wird von der Familie Brazovics sehr schlecht behandelt. Sie wird nahezu wie ein Dienstmädchen gehalten. Ganz besonders Athalia, die Haustochter, bereitet es Freude, Timea nicht nur zu verhöhnen, sondern auch zu quälen und zu schikanieren. Athalias Verlobter, der gut aussehende Offizier Emmerich Kacsuka, beginnt Timea den Hof zu machen. Man redet Timea ein, dass sie von Kacsuka geheiratet werden möchte und das verwirrte und in Kacsuka verliebte Mädchen arbeitete und stickte tagelang an "ihrem" Brautkleid. Erst am Tage von Timeas vermeintlicher Hochzeit erfährt sie, dass nicht sie, sondern Athalia, die bereits Timeas Brautkleid am Leibe trägt, Herrn Kacsuka heiraten wird. Es wird ihr befohlen, Athalia den Brautschleier zu befestigen; als Timea dabei eine Ungeschicklichkeit begeht wird sie von Athalia geschlagen. Und mit diesem Schlag wendet sich das Schicksal. Athanás stirbt noch am selben Tag infolge eines Herzinfarkts, die Trauung kommt nicht zustande, da dem Bräutigam die versprochene Kaution nicht gezahlt wird. Katschuka löst die Verlobung mit Athalia und zieht sich zurück.
Der inzwischen unfassbar reich gewordene Michael Timár erwirbt nach dem Bankrott von Brazovics dessen gesamtes Vermögen und ersteigert auch dessen Haus in Komorn, welches er Timea zum Geschenk macht. Timea, das edle und gutherzige Geschöpf, besteht darauf, dass ihre ‚Stiefmutter‘ Sophie, sowie ihre ‚Stiefschwester‘ Athalia auch weiterhin in dem Haus, welches nun ihr gehört, wohnen bleiben dürfen. Der verliebte Michael Timár macht Timea einen Heiratsantrag und heiratet sie in der reformierten Kirche von Komorn.
Timea heiratet Michael Timár jedoch nur aus Dankbarkeit, da sie ihm die guten Taten, die er ihr erwiesen hatte, dadurch vergelten möchte. Sie ist Timár treu ergeben, nach außen hin ist sie eine vorbildliche und fürsorgliche Ehefrau, die von ihrer Umwelt um ihr Glück beneidet wird. Jedoch sie liebt Timár nicht! Sie hat auch keine Affären und ist um das Wohl ihres Ehemannes stets besorgt. Menschlich schätzt sie Timár sehr, sie ist jedoch nicht in der Lage, ihn als Frau zu lieben und ihm dadurch glücklich zu machen.
Allmählich merkt auch Timár, dass eine Ehe ohne Liebe für ihm keine Option ist. Deshalb ist er häufig auf Reisen und meidet nach Möglichkeit sein Heim in Komorn. Anlässlich eines Jagdausfluges gelangt er auf die ‚Herrenlose Insel‘, wo er seinerzeit Schiffsproviant für die Besatzung der ‚Heiligen Barbara‘ eingekauft hatte. Auf dieser einsamen Insel lebt Therese, die von Brazovics um ihr gesamtes Hab und Gut gebracht wurde, mit ihrer Tochter Noëmi. Noëmi und Michael Timár verlieben sich ineinander und Michael spürt endlich, dass er von einer Frau – ohne Ansehen seiner Person und gesellschaftlichen Standes – selbstlos und aufopfernd geliebt wird. Daraufhin beginnt er ein Doppelleben zu führen. Das Sommerhalbjahr verbringt er bei Noëmi auf der ‚Herrenlosen Insel‘ und das Winterhalbjahr bei seiner Ehefrau Timea in Komorn.
Mit dem Fortschreiten der Zeit merkt Timár, dass ihm dieses Doppelleben nicht nur nicht befriedigt, sondern auch psychisch zugrunde richtet. Einerseits ist hier Timea, seine Ehefrau, die ihm zwar nicht liebt, aber ihm – als Lebenspartnerin – treu und hingebungsvoll ergeben ist. Auf der anderen Seite Noëmi das von ihm überaus geliebte Weib auf der ‚Herrenlosen Insel‘, mit der er inzwischen ein Kind hat. Aus dieser aussichtslosen Situation findet er keinen Ausweg und beschließt am Plattensee, wo er bei Balatonfüred eine Villa besitzt, Selbstmord zu begehen. Ein Zufall kommt da zur Hilfe: es taucht Todor Krisztyán, sein alter Widersacher, in seiner Villa am Plattensee auf und versucht ihm zu erpressen. Er droht sein Doppelleben aufzudecken und publik zu machen. Als er auch noch die ‚Herrenlose Insel‘ samt Noëmi als Frau begehrt, wirft ihn Timár wutentbrannt aus der Villa. Krisztyán - der sich durch Erpressung vorher Timárs Kleider angeeignet hat - gerät in dem zugefrorenen Plattensee in einem Schneesturm, fällt in eine Eisspalte und ertrinkt. Timár flüchtet zu Noëmi auf die ‚Herrenlose Insel‘, um von dort nie mehr zurückzukehren.
Nach Monaten, zu Beginn des Frühlings, wird die inzwischen skelettierte Leiche Todor Krisztyán aus dem See geborgen. Anhand der Kleider wird angenommen, dass es sich hierbei um die sterblichen Überreste Michael Timárs handelt. In Komorn wird den vermeintlichen Timár ein pompöses Begräbnis zelebriert. Timea ist zutiefst erschüttert und sie trauert aufrichtig um ihren Ehemann. Sie hüllt sich in schwarze Trauerkleider und besucht täglich das Grab in Komorn, das sie für das Grab Michael Timárs hält.
Nach Ablauf des Trauerjahres gab Timea dem Werben des Emmerich Kacsuka endlich nach und heiratete ihn. In der Nacht vor der Hochzeit versucht die von Eifersucht geplagte und von Hass gegenüber Timea erfüllte Athalia, diese zu ermorden. Der missglückte Mordversuch wird aufgedeckt, Athalia kommt vor Gericht und wird dort zum Tode verurteilt. Der König verwandelt diese Strafe in lebenslängliche Gefängnishaft. Am Ende des Prozesses schwört Athalia, dass Michael Timár nicht gestorben ist, sondern lebt und jener, welchen man begrub, ein Dieb war, der Timárs Kleider gestohlen hatte. Nach diesem Fluch Athalias stirbt Timea sehr früh und wird in Levetincz bestattet.
Michael Timár Edler von Levetinczy bleibt verschwunden.

## Sonstiges
Maurus Jókai arbeitete zwischen den Jahren 1870 und 1872 in seiner Sommervilla in Balatonfüred an dem Roman. Für die eigentliche Niederschrift benötigte er jedoch nur acht Wochen, wie der Schriftsteller Kálmán Mikszáth berichtet. Jókai’s Buch Ein Goldmensch gehört zu den meistgelesenen Büchern der gesamten ungarischen Literatur.
Am Anfang des Buches wird ausführlich die Schönheit der Donaulandschaft geschildert, jedoch auch die Gefahren, die aus dem Donaudurchbruch durch die südlichen Karpaten im Bereich des Eisernen Tores. Um die Mitte des 19. Jahrhunderts gab es in dieser Region noch keinen Dampfschiffsverkehr. Stromaufwärts mussten die Lastschiffe mit Pferden bzw. Ochsen getreidelt werden. Später wurden an der Grenze zwischen Serbien und Rumänien jahrzehntelang die bergwärts fahrenden Schiffe mit Hilfe von Eisenbahnlokomotiven getreidelt, die am rechten (serbischen) Ufer des Flusses verkehrten (siehe Treidelbahn am Eisernen Tor).

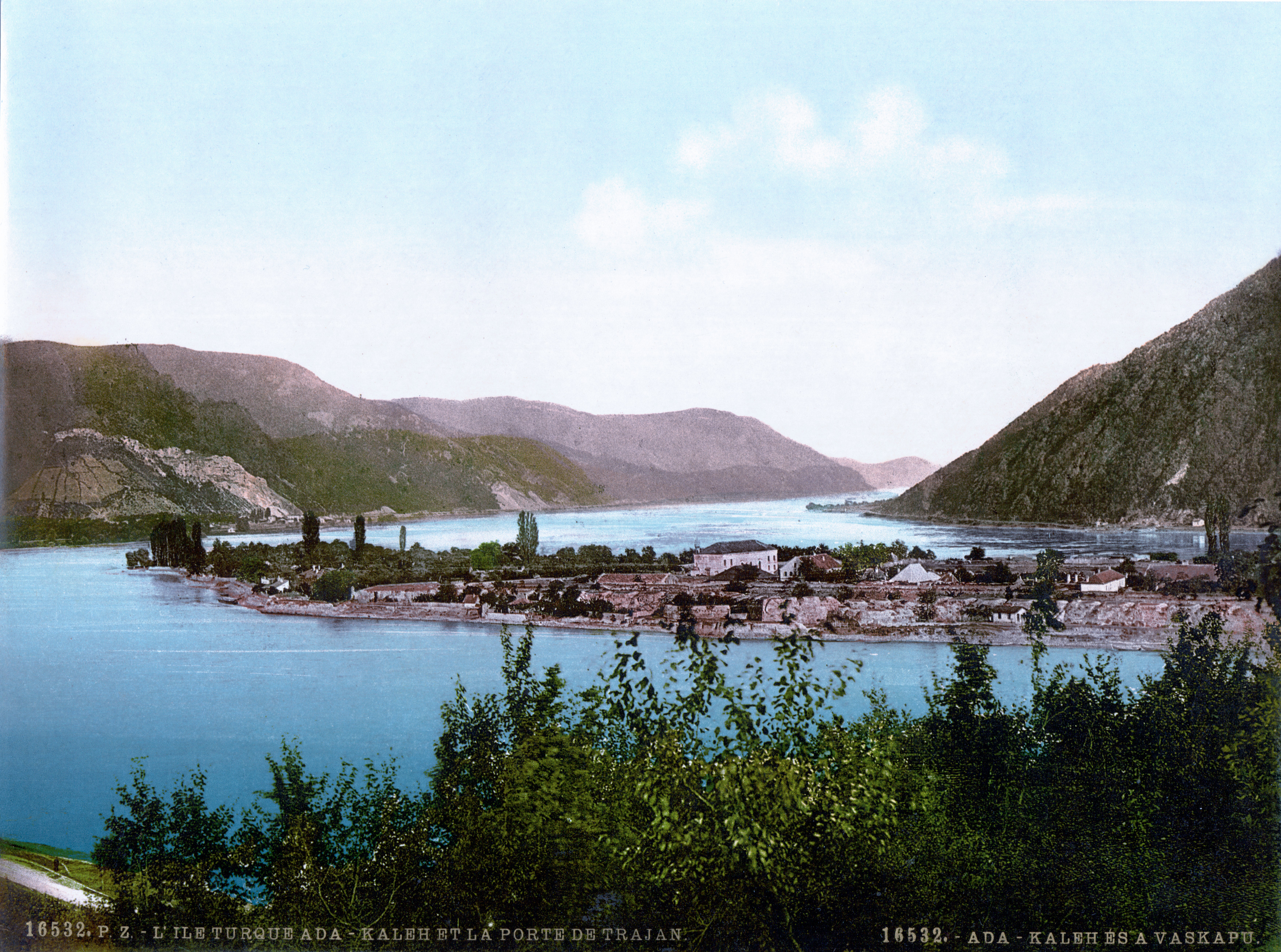
’Ada Kaleh’ um 1900. Diese Insel wird im Roman als ‚Herrenlose Insel‘ bezeichnet

Der Botaniker und Entomologe Imre Fridvaldszky weckte Jókais Interesse an der Donau, ganz besonders jedoch auf die Donauinsel Ada Kaleh die in dem Roman zur ‚Herrenlosen Insel‘ wurde und auf welcher große Teile der Handlung spielen. Noch in den 1860er Jahren war diese Insel "herrenlos", da sie weder zu Ungarn, noch zur Türkei gehörte. Die Insel befand sich in der Nähe des Eisernen Tores, das in der damaligen Zeit für die Schiffer den gefährlichsten Abschnitt an der gesamten Donau darstellte. Die Insel Ada Kaleh gibt es heute nicht mehr, da sie nach dem Bau des Kraftwerkes ‚Eisernes Tor‘ im Jahre 1971 überflutet wurde.
Der Schriftsteller Jókai schreibt später über den Roman ‚Ein Goldmensch‘ Folgendes:
„Ich muss eingestehen, dass mir dieser Roman der liebste ist. In der Lesergemeinschaft ist er auch am besten verbreitet: er wurde in die meisten Sprachen übersetzt: in Englischen ist er sogar in zwei Ausgaben erschienen. In der Londoner Übersetzung als "Timárs two worlds" (‚Timárs zwei Welten‘), in New York unter den Titel "Modern Midas". (Das ist jener Midas, unter dessen Händen sich alles in Gold verwandelt.). In Deutschland gab es sogar einen Prozess zwischen zwei Verlagen um die Urheberrechte. Ich schrieb darüber auch ein Theaterstück, und das ist mein einziges Theaterstück, das zwanzig Jahre lang gespielt wurde und auch auf deutschen Bühnen mit Erfolg gekrönt war. Aber es gibt auch noch andere Gründe, weshalb ich dieses Werk liebe. Die Gestalten darin sind alles gute Bekannte von mir, die ich früher oder später kennen lernte.“
Im Laufe der Jahre wurde das Buch in über zwanzig Sprachen übersetzt.
Die erste deutsche Übersetzung erschien in 118 Folgen in der Zeitschrift Pester Lloyd zwischen dem 1. Juli und 31. Dezember 1872. Die erste deutsche Buchausgabe erschien unter dem Titel Ein Goldmensch im Berliner Verlag von Otto Janke im Jahre 1873. Die erste deutsche Übersetzung fertigte Karl Maria Kertbeny, der nach eigener Aussage „ein Landsmann und Jugendfreund des Verfassers“ war. Danach erschienen zahlreiche weitere deutschsprachige Neuausgaben, die von verschiedenen Übersetzern gefertigt wurden.

## Verfilmungen
Nach der Vorlage dieses Romans entstanden vier Verfilmungen.
- 1919: Der rote Halbmond war ein ungarischer Stummfilm nach dem Drehbuch von Ladislaus Vajda und in Regie von Alexander Korda
- 1936: Az aranyember, ungarischer Spielfilm produziert von Béla Gaál (* 1893, † 1945), nach einem Drehbuch von Sándor Hevesi († 1873, † 1939)
- 1962: Az aranyember, ungarischer Spielfilm; Regie Viktor Gertler
- 2005: Az aranyember, ungarischer Spielfilm von Péter Gárdos produziert.